# Tomoplagia cressoni
Tomoplagia cressoni
 es una especie de insecto del género Tomoplagia de la familia Tephritidae, orden Diptera.
Aczel la describió científicamente por primera vez en el año 1955.